# المعهد العالى للهندسة والتكنولوجيا ببرج العرب
المعهد العالى للهندسة والتكنولوجيا ببرج العرب هو معهد عالي مصري خاص لا يهدف إلى الربح، يقع في مدينة برج العرب الجديدة بمحافظة الإسكندرية، أنشأ بقرار وزير التعليم العالي رقم 5223 بتاريخ 15 ديسمبر 2014، ويهدف إلى تقديم الخدمات التعليمية في مجال الهندسة والتكنولوجيا، ويمنح المعهد درجة البكالوريوس في الهندسة والتكنولوجيا في تخصصات الهندسة المدنية، الهندسة الكيميائية، وهندسة القوي الميكانيكية.

## البرامج الأكاديمية
- الهندسة المدنية.
- هندسة القوي الميكانيكية.
- الهندسة الكيميائية.

## وصلات خارجية
- الموقع الرسمي للمعهد.
- صفحة المعهد على موقع فيس بوك.